# أشانتي

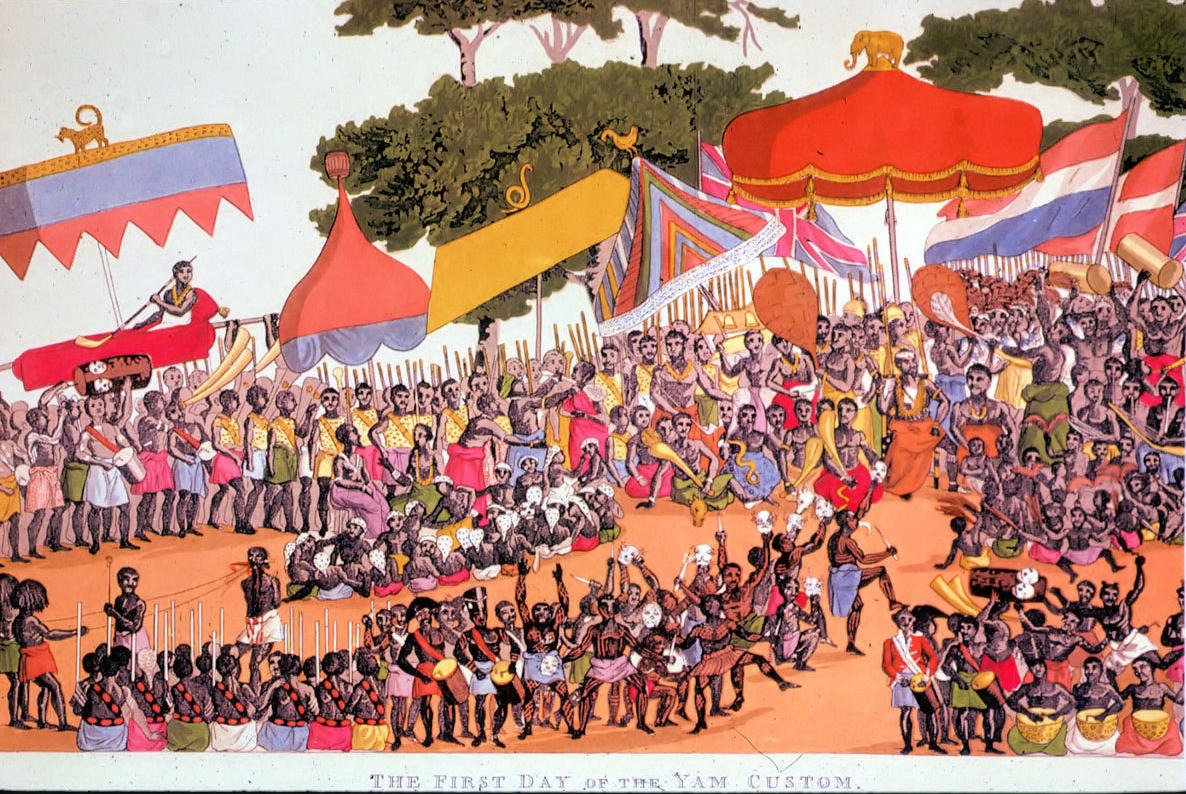
اٍحتفال الأشَنتي، القرن 19 م من قبل توماس باوديش

الأشَنتي أو الأشَنتَة المعروفون أيضًا باسم أسَنتي، هم جزء من مجموعة أكان العرقية وهم مواطنون في منطقة أشنتي في غانا الحديثة. الأشَنتيون هم المجموعة الأخيرة التي خرجت من حضارات أكان المختلفة. يتحدث أكثر من تسعة ملايين شخص من الأشَنتي لغة التوي لغةً أولى أو ثانية.
أسس شعب الأشَنتي إمبراطورية الأشَنتي على طول شواطئ بحيرة فولتا وخليج غينيا. تأسست الإمبراطورية عام 1670، وتأسست العاصمة كوماسي عام 1680 على يد أوسي كوفي توتو الأول بناءً على نصيحة رئيس وزراءه أوكومفو أنوكي. لعب موقع كوماسي الاستراتيجي دورًا محوريًا في توسعها نظرًا لموقعها الاستراتيجي على مفترق طرق التجارة عبر الصحراء الكبرى. طوال فترة وجودها، ساهمت عوامل مختلفة في تحويل كوماسي إلى مركز للسلطة المالية والسياسية، وشملت العوامل الرئيسية الولاء المطلق لحكام أشنتي والثروة المتزايدة لمدينة كوماسي المستمدة جزئيًا من التجارة المحلية المربحة في العاصمة في سلع مثل الذهب والعبيد والسبائك.

## مقدمة
أسست إمبراطورية أشنتيه من متحديثي لغة الأكان (OAkan). في وسط القرن السابع عشر أسست الإمبراطورية عبر اتحاد عسكري يضم مختلف متحدثى لغة الأكان، هدفهم كان التقدم الاقتصادى والاستحواذ السياسى. تمكنت الإمبراطورية في القرن التاسع عشر أن تحصل على سمعة عالية في المنطقة حتى ضمن الأوروبيين الذين أتضروا أن يأخذوا الإمبراطورية في الحساب. كما ذكر من قبل أن الأشنته كانوا يحلمون بالتوسع في المنطقة وهذا أدى إلى كثير من الإضرابات في منطقة غرب إفريقيا، ولكن في القرن التاسع عشر وصلت قوتهم إلى أقصاها وتمكنوا في الاستحواذ على منطقة غرب إفريقيا بكاملها.

## الحياة السياسية
نظام الحكم في الأسنته كان مملكة. بدئت هذه الحضارة في غابات غانا الوسطى وعاصمتها كوماسى (Kumasi) أغلبيتها منتشرة إلى ما تسمى اليوم دولة غانا. الأسنته كان يحكمها ملكا واحد يسمى أسانثين (Asantehen) وتحت حكم هذا الملك يوجد العديد من القادة الذين كانوا يرأسون مختلف المقاطع في الإمبراطورية وهم يسمون (Amanhene, or Aman)، بداخل هذه المقاطع كانت توجد القرى والمدن الصغيرة يحكمها ال (Adekurofo). الإمبراطورية بأكملها كانت تنتشر من ما هي تسمى اليوم توجو إلى كوت ديفوار.

## الهيكل الإجتماعى
الجهل كان يسود في إمبراطورية اشنتيه حيث أن الولاية كانت لا تثق في محو الأمية، وهذا قد يكون سبب لفقدان كثير من المعلومات والحقائق عن التاريخ الأفريقى حيث أن كثير من اللغات الإفريقية كانت شفوية. الكتابة أتت إلى شمال أشنتيه عبر التجار المسلمين بما أن الإسلام كان له تأثير واضح في المنطقة. وكما مجتمعات أخرى في العالم كان يوجد الغنى والفقير في المجتمع، حتى أن مجتمعهم كان يشابه كثيرا نظام الإقطاعية (Feudal system)، الاغنياء كانوا يستغلون الفقراء وقي تشابه مع الحضارة الإغريقية القديمة والولايات المتحدة في ال1800 كان يوجد العمال الأحرار والعبيد ولكن الأثنين كانوا يعاملون معاملة سيئة. ورغم المعاملة السيئة لا توجد أدلة على تمرد الفقراء في أشنتيه القبل استعمارية. كانوا يمتلكوا الأشنتيين أيضا عبيد من قبائل مجاورة، قبائل كالفانتيس، أسينس، والجامنس (Fantees, Assins, and Gamans).
يوجد عن الأشنتيين دينهم الخاص وهو الدين الأشنتى، ور غم وجود هذا الدين كان المجتمع في نفس الوقت موتئثر بالدينين الإسلامي والمسيحيى وهذا بسبب علاقات تجارية وسياسية. المحتويان الأساسية لديانة الأشنتيه مادية، رمزية وأدائية. هما يؤمنون أيضا بأشياء مشابها لأديان أخرى كاإيمانهم بمؤسس لكل شيء وهو دومانكومان "Dumancuman" والإله ياكومبون "Yaakumpon". مثل نموذجى للإيمان الأشنتيه هو قراءة البخت، هما يمارسونها للتمكن للرؤية للمستقبل وهو شيء يقارب جدا للديانات الإفريقية الأخرى المثالية.

## الاقتصاد
عوامل كثيرة أدت إلى بناء الاقتصاد الأشنتيه، أولها هي تعدين الذهب والتجارة هي عامل مهم أيضا. تجارة الذهب للأوروبين كانت مهمة جدا، الأكان كانوا يتبادلوا الذهب مع الأوروبيين مقابل عبيد معظمهم من مناطق أخرى في غرب إفريقيا. أسس الأكانيين اقتصاد ريفى مبنى على الزراعة، الصيد وتجميع الطعام. أهم المحاصيل كانت اليام والكوكو يام، ولكن الأرز، قصب السكر، طماطم، البصل ومحاصيل أخرى كانت متوفرة. أما عن الحيوانات فكانوا يربون حيوانات كالخرفان، المعز والخنازير. الأكانيين كانوا يهتمون أيضا بالصيد وتجميع الطعام، لذلك كانوا يجمعون زيوت النخيل المثمرة، الفطريات، خمر النخيل، واليام البرى. حيوانات كل
الفيل وأسماك المياه العذبة كانت تصتيد للطعام.